# العلاقات الباهاماسية الشمال مقدونية
العلاقات الباهاماسية الشمال مقدونية هي العلاقات الثنائية التي تجمع بين باهاماس وشمال مقدونيا.

## مقارنة بين البلدين
هذه مقارنة عامة ومرجعية للدولتين:
| وجه المقارنة                                              | باهاماس      | شمال مقدونيا                                               |
| --------------------------------------------------------- | ------------ | ---------------------------------------------------------- |
| المساحة (كم2)                                             | 13.88 ألف    | 25.71 ألف                                                  |
| عدد السكان (نسمة)                                         | 395.36 ألف   | 2.08 مليون                                                 |
| الكثافة السكانية (ن./كم²)                                 | 28.48        | 80.9                                                       |
| العاصمة                                                   | ناساو        | إسكوبية                                                    |
| اللغة الرسمية                                             | لغة إنجليزية | اللغة المقدونية، اللغة الألبانية                           |
| العملة                                                    | دولار بهامي  | دينار مقدوني                                               |
| الناتج المحلي الإجمالي (بليون دولار)                      | 12.16 مليار  | 11.34 مليار                                                |
| الناتج المحلي الإجمالي (تعادل القوة الشرائية) بليون دولار | 8.92 مليار   | 29.26 مليار                                                |
| الناتج المحلي الإجمالي الاسمي للفرد دولار أمريكي          | 22.82 ألف    | 4.85 ألف                                                   |
| الناتج المحلي الإجمالي للفرد دولار أمريكي                 |              | 16.25 ألف                                                  |
| مؤشر التنمية البشرية                                      | 0.790        | 0.747                                                      |
| رمز المكالمات الدولي                                      | +1242        | +389                                                       |
| رمز الإنترنت                                              | .bs          | .mk                                                        |
| المنطقة الزمنية                                           | 00           | توقيت وسط أوروبا، ت ع م+01:00، ت ع م+02:00، أوروبا/سكوبيه ‏ |

## منظمات دولية مشتركة
يشترك البلدان في عضوية مجموعة من المنظمات الدولية، منها:
| علم المنظمة | اسم المنظمة                               | تاريخ انضمام باهاماس | تاريخ انضمام شمال مقدونيا |
| ----------- | ----------------------------------------- | -------------------- | ------------------------- |
|             | مؤسسة التنمية الدولية                     | 23 يونيو 2008        | 25 فبراير 1993            |
|             | يونسكو                                    | 23 أبريل 1981        | 28 يونيو 1993             |
|             | وكالة ضمان الاستثمار متعدد الأطراف        | 4 أكتوبر 1994        | 19 مارس 1993              |
|             | الأمم المتحدة                             | 18 سبتمبر 1973       | 8 أبريل 1993              |
|             | الاتحاد البريدي العالمي                   | ?                    | ?                         |
|             | البنك الدولي للإنشاء والتعمير             | 21 أغسطس 1973        | 25 فبراير 1993            |
|             | الاتحاد الدولي للاتصالات                  | 19 أغسطس 1974        | 4 مايو 1993               |
|             | منظمة حظر الأسلحة الكيميائية              | ?                    | ?                         |
|             | مؤسسة التمويل الدولية                     | 8 ديسمبر 1986        | 25 فبراير 1993            |
|             | المركز الدولي لتسوية المنازعات الاستشارية | 18 نوفمبر 1995       | 26 نوفمبر 1998            |
|             | منظمة الشرطة الجنائية الدولية             | ?                    | ?                         |